# Parque nacional de Timanfaya
El parque nacional de Timanfaya es un espacio natural protegido español situado en los municipios de Yaiza y Tinajo, en la isla de Lanzarote, comunidad autónoma de Canarias. En 2021 recibió 803 625 visitantes siendo el segundo parque nacional en número de visitas de Canarias, tras el parque nacional del Teide en Tenerife, así como también es el cuarto de España, tras el del Teide, el de la Sierra de Guadarrama y el de los Picos de Europa.

## Características
Fue declarado parque nacional el 9 de agosto de 1974, por lo que es la tercera área natural protegida de Canarias en ostentar la designación de parque nacional, así como la primera y única de toda la provincia de Las Palmas. 
Ocupa una extensión de 51,07 km² del suroeste de la isla. Su perímetro es de unos 30 km y su altura máxima es de 540 m. Se trata de un parque de origen volcánico. Las últimas erupciones se produjeron en 1824. Cuenta con más de 25 volcanes, siendo algunos emblemáticos, tales como las Montañas del Fuego, Montaña Rajada o la Caldera del Corazoncillo. Aún presenta actividad volcánica, existiendo puntos de calor en la superficie que alcanzan los 100-120 °C y 600 °C a 13 metros de profundidad.

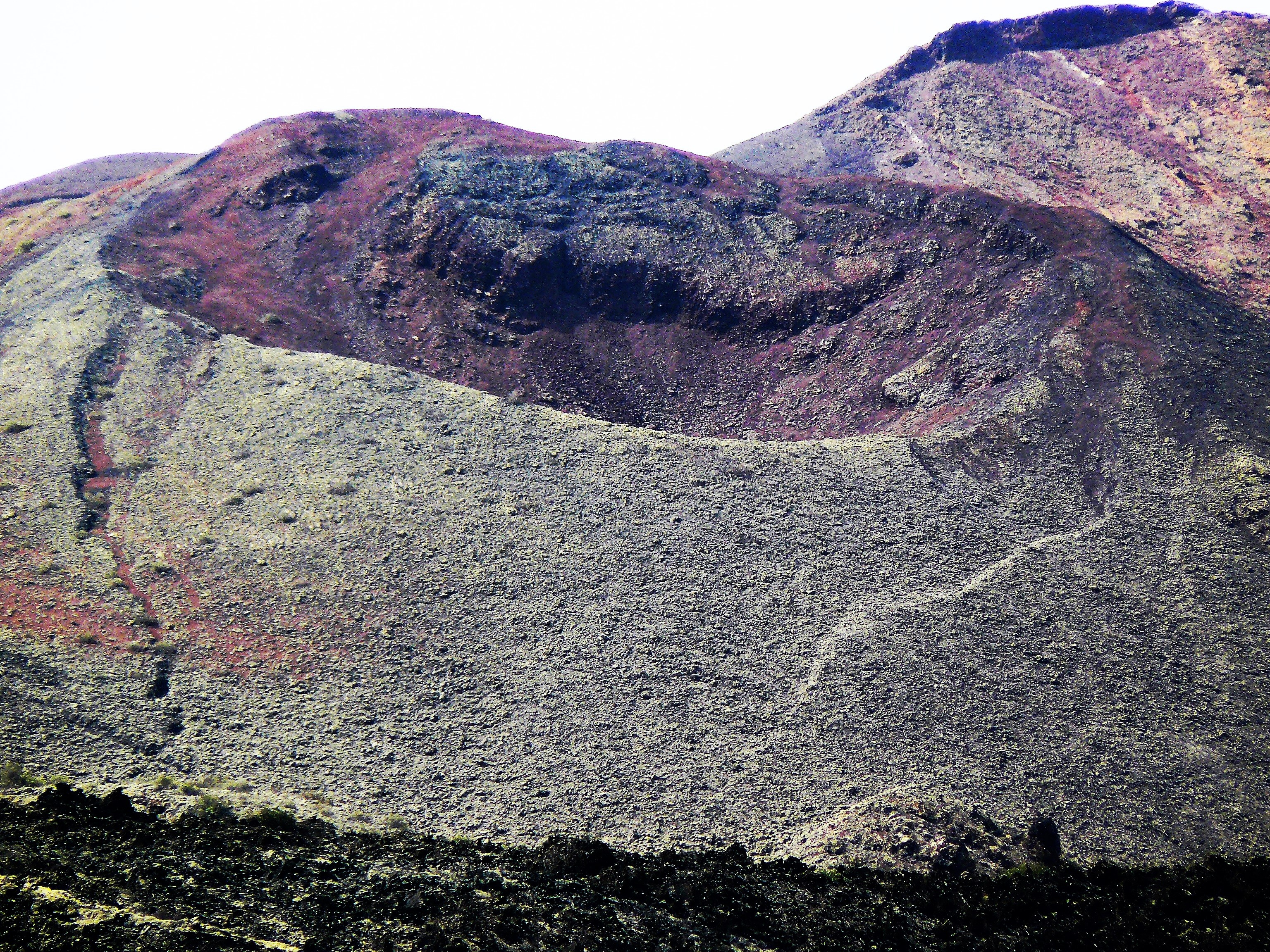
Un cono volcánico del parque.

### Protecciones adicionales
Dentro del parque se establecieron en 1994 de acuerdo a la Ley de Espacios Naturales de Canarias, dos espacios con una protección medioambiental adicional por sus valores únicos. Son el monumento natural del Islote de Halcones, una caldera anterior a las emisiones de las coladas históricas, que lo rodean y se eleva hasta los 104 metros de altura. Asimismo el monumento natural de las Montañas del Fuego, donde se concentran los conos más significativos de todo el parque como  la Montaña de Fuego o la Montaña Timanfaya y el islote de Hilario.

## La erupción de Timanfaya
"El día 1 de septiembre de 1730, entre las nueve y las diez de la noche, la tierra se abrió en Timanfaya, a dos leguas de Yaiza... y una enorme montaña se levantó del seno de la tierra", según el testimonio del párroco Lorenzo Curbelo. La isla se transformó por completo. Nueve pueblos quedaron enterrados (Tingafa, Mancha Blanca, Las Maretas, Santa Catalina, Jaretas, San Juan, Peña de Plomos, Testeina y Rodeos) y durante seis años la lava se extendió por la zona sur cubriendo un cuarto de la isla y llenando las vegas cercanas de cenizas volcánicas. En 1824 de nuevo comienzan las erupciones en Timanfaya, dando origen a los llamados Volcán de Tinguatón, Tao y del Fuego. Se produjeron terribles hambrunas y buena parte de la población se vio obligada a emigrar. Desde entonces el paisaje se ha transformado gracias a las técnicas agrícolas de cultivo sobre lapillis volcánicos que los lanzaroteños emplean para captar la humedad de los alisios.